# Dover (Kent)
Dover (históricamente en castellano Duvres), en el condado de Kent, es el mayor puerto del canal de la Mancha en Inglaterra. Según el censo de 1999, el pueblo de Dover tiene 28.156 habitantes, aunque si tenemos en cuenta todo el espacio urbano, la población es de 39.078. El pueblo es el centro administrativo del distrito de Dover.
Es famosa por sus acantilados blancos, compuestos de creta. Los británicos pusieron el sobrenombre de Albión a estos acantilados, que significa blanco (del latín, album, albo). El nombre del pueblo está derivado desde un idioma de origen celta: (Brythonic) Dubrās (Las aguas).
Dover es el punto más cercano a la Europa continental, separado a tan solo 34 km del puerto francés de Calais. Este hecho hace que Dover sea uno de los puertos más transitados para cruzar el canal de la Mancha, con más de 18 millones de pasajeros anuales. Los servicios de ferry operan frecuentemente entre Dover, Calais y Dunkerque.
Hay un castillo en Dover, mirando desde lo alto al puerto. Fue edificado en el siglo XII, es el castillo más grande en Inglaterra.[cita requerida] y es apodado como la "Llave de Inglaterra" a causa de su proximidad a Francia.

## Historia
Durante el periodo romano, el área se convirtió en parte de la red de comunicaciones del imperio romano. Estaba conectado por carretera a Canterbury y a Watling Street y se convirtió en Dubris, un puerto fortificado. Dover ha conservado parcialmente un faro romano (la más alta estructura romana en Gran Bretaña) y los restos de un pueblo romano con el único muro preservado pintado fuera de Italia.
El 24 de diciembre de 1914, un avión de guerra alemán dejó caer la primera bomba en tiempos de guerra sobre suelo inglés, haciendo contacto en un jardín del pueblo de Dover. "Entonces no sabíamos que era posible que un avión se acercara y pudiera arrojar bombas desde el aire" recuerda un residente.

## Galería

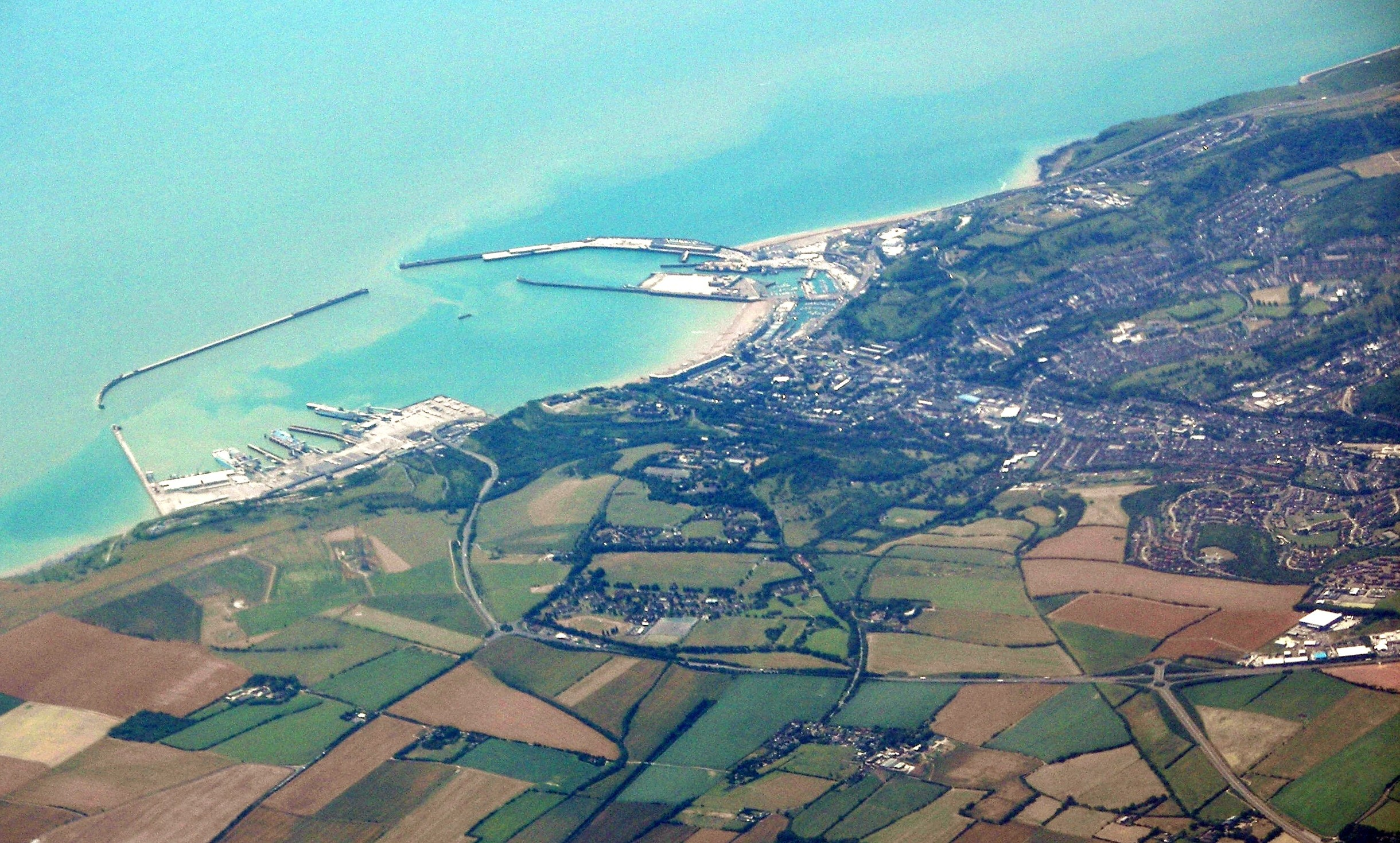
Vista aérea de Dover
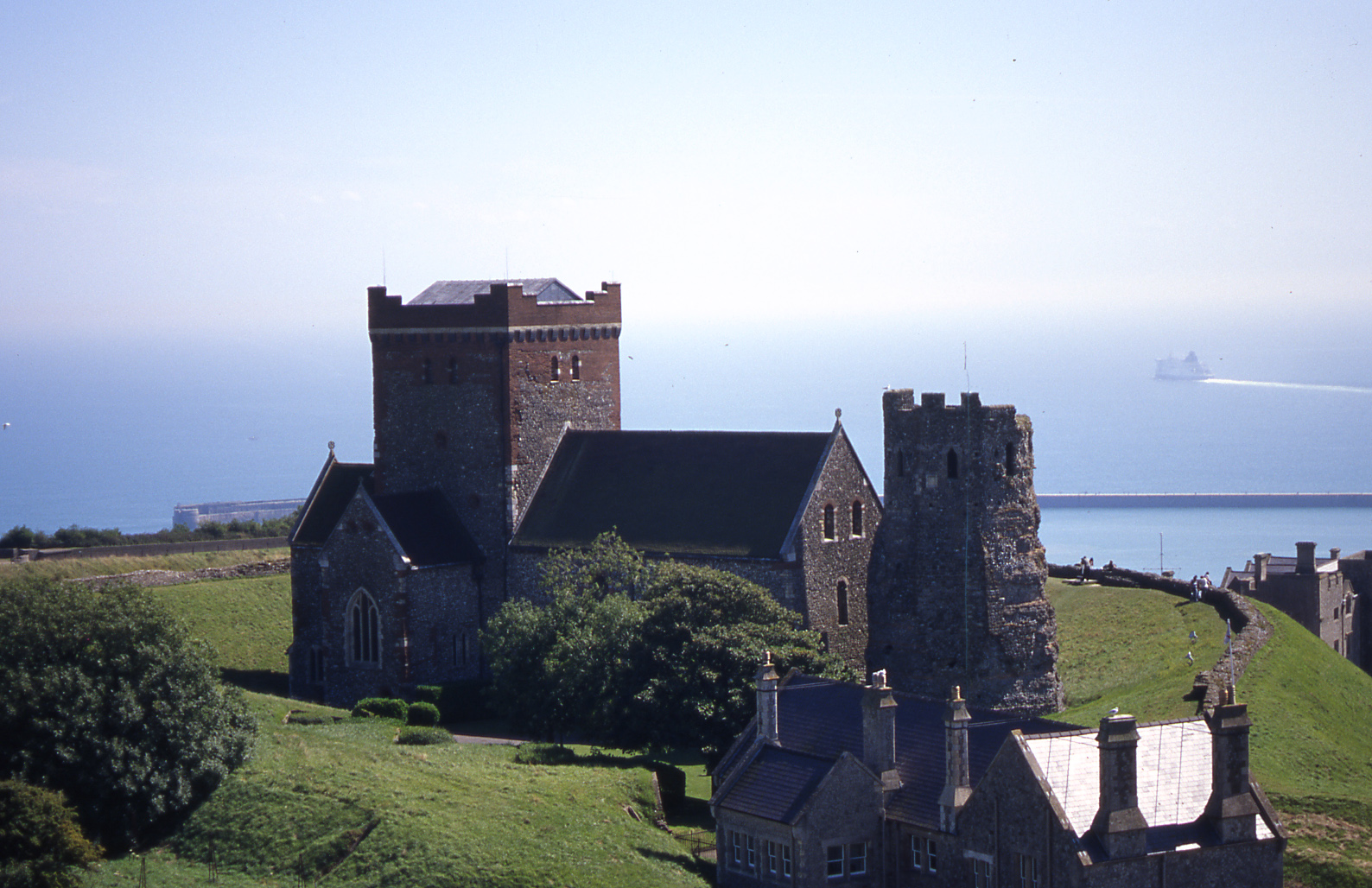
St Mary in Castro
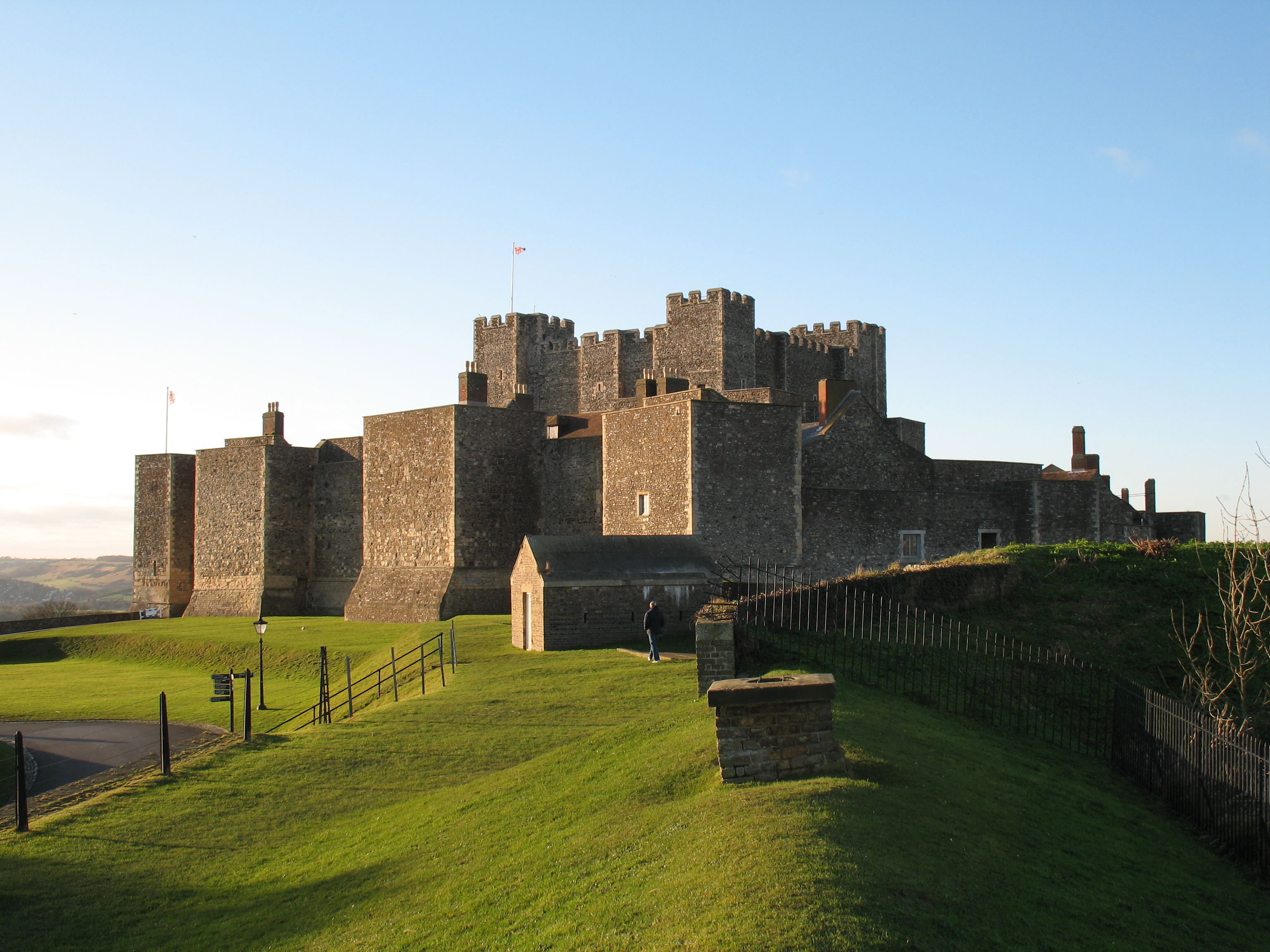
Castillo de Dover
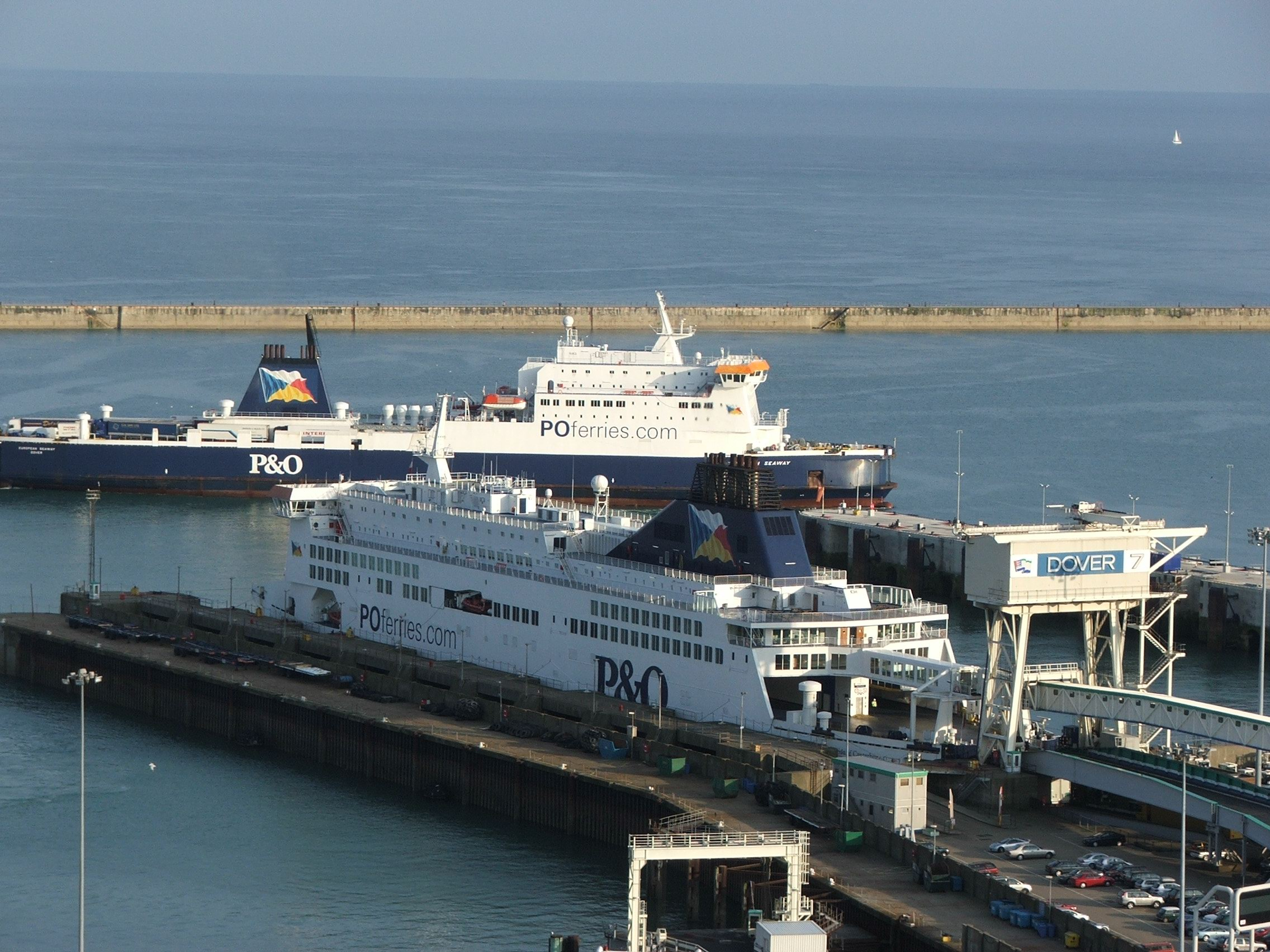
Ferris en el puerto de Dover